# Marcin Nowak (lekkoatleta)
Marcin Andrzej Nowak (ur. 2 sierpnia 1977 w Stalowej Woli) – polski lekkoatleta, sprinter.

## Osiągnięcia
Zawodnik Sparty Stalowa Wola i AZS-AWF Kraków, olimpijczyk z Sydney w 2000 (zajął 8. miejsce w sztafecie 4 x 100 m z czasem 38,96 s) i Pekinu (2008). Sześciokrotny mistrz Polski: na 100 m (w 2000) i w sztafecie 4 x 100 m (w 1999, 2000, 2004, 2006 i 2007), halowy mistrz Polski na 60 m (2003).
W mistrzostwach świata w sztafecie wywalczył wraz z kolegami 5. miejsca - w Sewilli (1999 – 38,70 s) i w Paryżu (2003 - 38,96 s). Największe sukcesy osiągnął w sztafecie podczas mistrzostw Europy – w Budapeszcie (1998) zdobył brązowy medal (38,98 s), a srebrny na ME w Monachium (2002 – 38,71 s). Młodzieżowy wicemistrz Europy z Göteborga (1999) w biegu na 100 m (10,28 s). W 2000 wygrał z kolegami sztafetę podczas I ligi Pucharu Europy (39,50 s).
W 2013 zakończył karierę sportową.

## Rekordy życiowe

### na stadionie
- bieg na 100 metrów – 10,21 s. (7. wynik w historii polskiego sprintu)[2] – 4 sierpnia 2000, Kraków
- bieg na 200 metrów
  - 20,51 s. (6. wynik w historii polskiego sprintu)[2] – 6 sierpnia 2000, Kraków
  - 20,50 s. (wadliwy pomiar czasu, wiatr +0,4 m/s)[2] – 21 lipca 2007, Kielce

### w hali
- bieg na 60 metrów – 6,57 s. – 7 marca 1999, Maebashi
- bieg na 200 metrów – 21,32 s. – 27 lutego 2009, Chemnitz